# 山梨厚生病院
公益財団法人山梨厚生会山梨厚生病院（こうえきざいだんほうじん やまなしこうせいかいやまなしこうせいびょういん）は、山梨県山梨市落合にある医療機関であり、公益財団法人山梨厚生会が運営を行っている。厚生労働大臣により地域災害拠点病院、地域がん診療病院にも指定されている。

## 診療科
- 内科
- 小児科
- 循環器科
- 呼吸器科
- 消化器科
- 神経内科
- 外科
- 心臓血管外科
- 呼吸器外科
- 脳神経外科
- 整形外科
- 肛門科
- 皮膚科
- 泌尿器科
- 精神科
- 婦人科
- 耳鼻咽喉科
- 眼科
- 放射線科
- リハビリテーション科
- 歯科
- 歯科口腔外科
- 予防医療（人間ドック）
- 人工透析

## 施設
主要施設　
手術室（4室）、CT（2室）、MRI（1室）、レントゲン室（5室）、内視鏡検査室（1室）、外来化学療法室（10床）、人工透析室（36床）、予防医学センター（健診課・環境測定課）、人間ドック（日帰り・一泊）、精神科デイケア室、巡回健診バス（11台）
付属施設
障害者グループホーム、障害者就業支援施設「ひらしな」、障害者相談支援事業所「エール」、院内保育所・病児・病後児保育所「ひまわり」、慢性疾患患者家族宿泊施設（愛子様ハウス）
院内図書室、院内コンビニエンスストア ホスピタルローソン

## 許可病床数
医療法に基づく許可病床数は以下の通りである。
| 一般病床   | 293床（内：特殊疾患病棟 78床 地域包括ケア病棟 35床） |
| 感染症病床 | 4床                                                  |
| 精神病床   | 200床（内：精神療養病棟110床）                       |
| 総数       | 497床                                                |

## 人物
開設責任者として公益財団法人山梨厚生会理事長であった有泉憲史がいるほか、後に山梨県看護協会会長に就任する牧島ミユキが長年にわたり総婦長を務めていた。現在の院長は山寺陽一であり、前院長の千葉成宏は名誉職として名を連ねている。

## 交通アクセス
- JR山梨市駅より山梨市営バスまたはタクシーで5分
- JR春日居町駅より栄和交通バスまたはタクシーで5分
- JR石和温泉駅より栄和交通バスまたはタクシーで20分
- 中央自動車道一宮御坂インターチェンジより車10分